# Pozzo Ardizzi

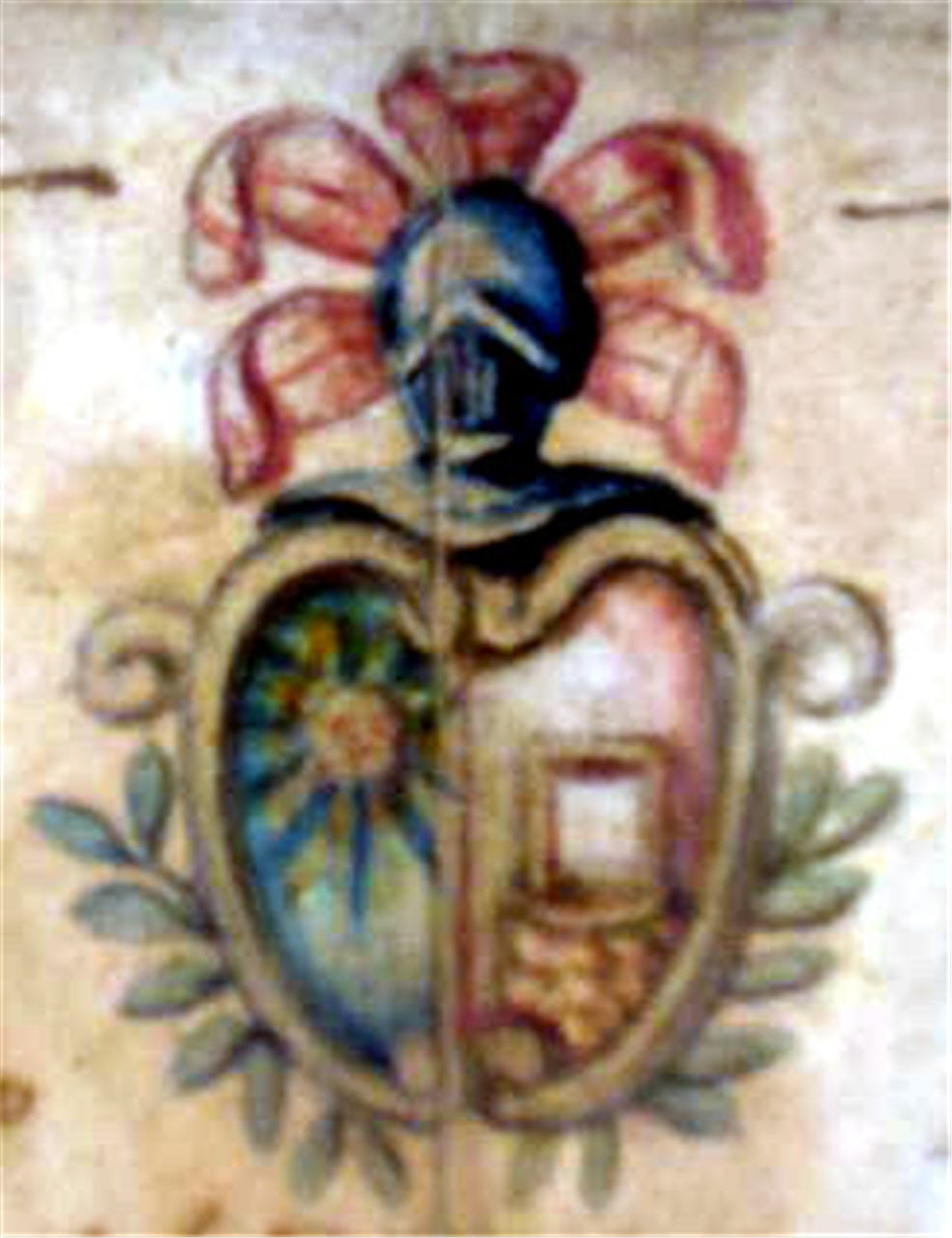
Brasão do sobrenome Pozzo Ardizzi

Pozzo Ardizzi, sobrenome oriundo da cidade de Vigevano, província de Pavía (Itália), que se conformou aproximadamente em meados do século XV a partir de um ramo da família que se separou do nobre sobrenome Ardizzi.

## História
Ricos proprietários de terrenos, bosques e comerciantes de telas e lã, estavam assentados afora da cidade, no distrito do Vale, orientado para o caminho de Pavía, ao pé da sacada do Rio Ticino, em paralelo à costa do município.
Desconhece-se como se originou o sobrenome composto Pozzo Ardizzi.  A hipótese com maior relevância é do que essa mudança se produziu por motivos nobiliários (por exemplo, situações de ordem político ou por uniões entre famílias).
Seu primeiro integrante foi Antonio Pozzo Ardizzi, descendente de Francesco Ardizzi (falecido em Vigevano no ano 1399). Antonio, junto com seu filho o cardeal Abramo Ardizzi (também mencionado como Abraam do Poço-Ardicio), bispo de Senigallia, fundaram em Vigevano, entre 1421 e 1424, uma igreja em valoração a San Martino sob o título da Assunzione della Beatissima Vergine Maria, e dei S. Jeronimo Dottor della Santa Chiesa, e dei S. María Maddalena. Por esta ação obtêm do papa Eugenio IV indulgência plenária perpétua de três anos e um período de quarentena durante a festa da Assunzione della Madonna e a festa de Santo Ieronimo: “Traditiio possessionis ac litentia concessa etc.”
Na parede do altar da capela, sobre a mano direita, podia-se ler a seguinte inscrição:
D. O. M
Reliq. sanc. cruc. Domini nostri Jesu Cristi, et Sanctorum Lazzari,
Maximini, Paulini, M. Magdalenae, B. Rosae, et ex lapidibus locorum
ascensionis Dominicae, montis Calvarii, assumptionis, et sepulcri B. M.
V. per nob. Abraham Ardicium S.R.E. cardinalem ex civitate Segnogalia,
cujus fuit Episcopus, Viglevanum patriam suam allatis.
Anno CIɔCCCCXL
Antonius Ardicius abnepos.
P, P.
Anno CIɔIɔCVI Ibidus Junii

A igreja foi destruída em 1800 e uma de suas relíquias, doada por Abramo, foi transferida à igreja de S. Francesco, em Vigevano.
Abramo Ardizzi teve um importante papel como diplomata na paz conseguida o 6 de junho de 1449 entre Vigevano e o conde Francisco I Sforza. A partir do acordo, Vigevano aceitou a Francesco Sforza como seu «signore» o que motivou o rendimento de um contingente armado, a anulação do direito a saquear e se pôs a cidade sob a proteção da duquesa Bianca Maria Visconti (esposa de Francesco e filha do duque Filippo Maria Visconti, governante de Milão).
Abramo foi governador de Alessandria, embaixador do duque Filippo ante o rei da França, Carlos VII, e o rei Renato I de Nápoles, duque de Anjou (Anjio), conde de Provenza. Em 1455, foi prefeito de Vigevano.
A mudança dos serviços prestados nas embaixadas, Abramo obteve o castelo e a terra de Colonnella no Abruzzo, com o título de conde.

## Poemetto latino
Fragmento do poema De originibus populi Viglaevanensis (Initia et origines nostri populi Viglevanensis) sobre a origem da cidade de Vigevano, escrito pelo pai dominico Agostino della Porta (ou Agostino Della-Porta) o 22 de julho de 1490, onde se menciona à família Ardizzi:

## Árvore genealógica

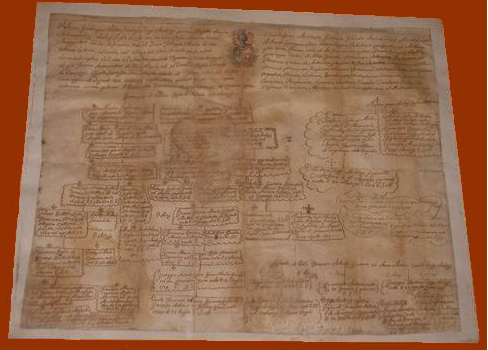
Árvore genealógica do sobrenome Pozzo Ardizzi

Ainda se continua a tradição familiar de transferir de primogênito varão a primogênito varão um quadro com a árvore genealógica do sobrenome Pozzo Ardizzi, que começa com a descrição dos filhos de Antonio, Luchino e Mateo, no século XV e finaliza com seus descendentes no século XIX.

No ano 2007, Daniel Pozzo Ardizzi pediu a restauração do documento a Mario Silvio Goren, restaurador de coleções histórico-artísticas e docente em matéria de Conservação Preventiva e Restauração. 

## Séculos XIX, XX e XXI
Durante os últimos anos do século XIX, alguns descendentes da família Pozzo Ardizzi ― Cesare F. Antonio, Rosa, Catterina, Luigi e Giovanni Battista ― emigraram de Vigevano para a Argentina, onde inicialmente se estabeleceram na cidade de Bahía Blanca (no sul da província de Buenos Aires).
Giovanni faleceu no ano 1916 e sua esposa ―junto com seus três filhos nascidos em Argentina (dois varões e uma mulher)― regressaram a Itália. Os outros irmãos ficaram definitivamente em América do Sul.
No século XXI, a maior quantidade de descendentes com o sobrenome Pozzo Ardizzi se encontram em Argentina, com umas pequenas famílias distribuídas em Itália e Brasil.

## O escritor
Luigi Pozzo Ardizzi se casou com Lucía Fantino com quem teve três filhos, um dos quais vai ser Luis Hipólito Antonio Pozzo Ardizzi (13 de agosto de 1901-dezembro de 1965). Professor, escritor e jornalista, teve uma importante participação em ao radioteatro argentino durante os anos quarenta e cinquenta. Seu aporte a este gênero o fez tanto com a criação de diferentes obras como na direção de companhias teatrais radiotelefónicas. Ademais, escreveu nos jornais La Razón, La Prensa, editorial Atlantida (de Buenos Aires) e para a revista Caras y Caretas. Publicou contos humorísticos, novelas e poesias.

## La Pichona (1909)

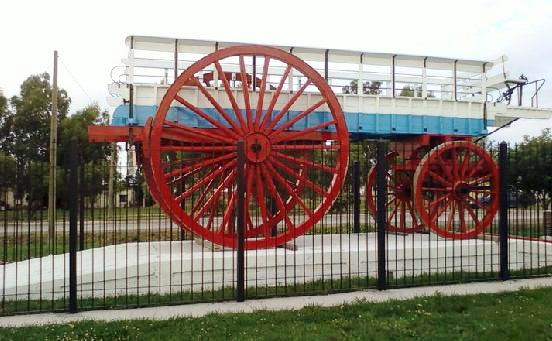
Carroça La Pichona.

Um dos filhos de Cesare F. Antonio Pozzo Ardizzi, César Juan Bautista, comprou em 1909 na cidade de Tandil, aos 17 anos de idade, uma carroça que chamou "La Pichona". O veículo tinha ao redor de 6 metros de longo por 1,30 de largo, ademais duas rodas traseiras construídas com madeira de lapacho, de 1600 quilos, de 3,26 metros de diâmetro e com 22 raios.
"La Pichona" era atirada por 16 cavalos, todos eles zainos, os quais eram chamados por seus respectivos nomes. Utilizando um chicote de metro e meio e desenhando círculos ao ar, sem tocar aos animais, a carroça era mobilizada para transportar durante 80 km lã e cereais desde a cidade de Carmen de Patagones a Stroeder (que foi ponta de rieles até 1922, no corredor ferroviário que vinha da cidade de Bahía Blanca) cujo percurso em condições normais era de 5 dias e com complicações do tempo se podia estender a 20 dias. Depois regressava a Patagones com produtos provenientes de Buenos Aires.
"La Pichona" foi o último grande transporte de tração a sangue e com a localização das vias até Patagones, em 1922, a família Pozzo Ardizzi reduziu sua acionar comunicando os lugares próximos aos que não estavam servidos pelo transporte ferroviário.
Na década de 1950, ficou abandonada numa zona de campos (Cañada Honda), e em 1969, a família Pozzo Ardizzi a doou ao Museu Histórico Francisco de Viedma. Por meio da diretora Sra. Emma Nozzi, se iniciou o seu resgate e à exibição como bem histórico e patrimonial frente à praça Sete de Março. No entanto, nesse terreno se construiu um Centro Cívico, com o qual se arrumbó à "La Pichona", no então Clube Hípico Forte do Carmen, exposta a danos, vandalismo e inclemências do tempo.
Depois que várias gestões políticas não tiveram muito sucesso em resgatar a carroça, no ano 2009, a família Pozzo Ardizzi decidiu diretamente recuperar à "La Pichona" e Alberto Pozzo Ardizzi solicitou a restauração ao ferreiro Luis Facio.
Uma vez concluídos os trabalhos, que precisaram de 8 meses de trabalho árduo e meticuloso, "La Pichona" ― possivelmente um dos poucos veículos com características similares que ainda se conservam em Argentina ―, foi depositada, 8 de janeiro de 2011, numa praça, situada entre as ruas Bernal e Hipólito Yrigoyen da cidade de Carmen de Patagones (província de Buenos Aires).